# Estación Palo a Pique
Palo a Pique fue una estación de ferrocarril ubicada en el territorio jurisdiccional de la junta de gobierno de San Víctor del departamento Feliciano en la provincia de Entre Ríos, República Argentina. 
Se encuentra precedida por la Estación San Víctor y le sigue Estación Feliciano. El ramal fue abandonado en 1969.